# Vi nang bào tử
Vi nang bào tử là nang bào tử tạo ra vi bào tử và tạo ra giao tử đực. Vi nang bào tử xảy ra ở tất cả các loài thực vật có vòng đời dị hợp, chẳng hạn như rêu gai. Trong thực vật hạt trần và bao phấn của thực vật có hoa, vi nang bào tử tạo ra hạt phấn (tế bào mẹ),vi bào tử tế bào mẹ, sau đó tạo ra bốn vi bào tử thông qua quá trình phân bào. Trong hạt phấn của Arabidopsis thaliana, giảm phân phụ thuộc vào sự biểu hiện của các gen tạo điều kiện sửa chữa DNA và tái tổ hợp tương đồng. Các vi bào tử phân chia theo nguyên phân để tạo ra hạt phấn hoa.
Trong thực vật hạt kín, một bao phấn rất trẻ (một phần của nhị hoa chứa phấn hoa) bao gồm các tế bào phân chia tích cực được bao quanh bởi một lớp biểu bì. Sau đó nó trở thành hai thùy. Mỗi thùy bao phấn phát triển hai túi phấn hoa. Sau đó, một bao phấn hai thùy phát triển bốn túi phấn nằm ở bốn góc của bao phấn. Sự phát triển của túi phấn hoa bắt đầu với sự khác biệt của tế bào bào tử sơ khai trong khu vực bên dưới lớp biểu bì ở bốn góc của bao phấn trẻ. Các tế bào tổng hợp phân chia bằng cách phân chia theo nếp lồi để tạo ra một lớp tế bào nguyên phát dưới da và một lớp bào tử nguyên phát. Các tế bào của chính lớp đỉnh chia song song với mặt bằng và lập thể để tạo thành lớp đồng tâm của lớp tường phấn hoa sac. Các lớp tường từ ngoại vi đến trung tâm bao gồm:
- Một lớp biểu bì duy nhất ở giữa, trở nên căng ra và co lại khi trưởng thành
- Một lớp nội mạc duy nhất. Các tế bào của nội mạc có sợi dày.
- Một đến ba lớp giữa. Các tế bào của các lớp này thường tan rã trong bao phấn trưởng thành
- Một lớp thảm. Các tế bào tế bào có thể là đơn bào, đa nhân hoặc đa nhân và có tế bào chất dày đặc. Các tế bào của lớp bào tử nguyên sinh phân chia xa hơn và tạo ra mô bào tử lưỡng bội.